# اتلانتس تنادي (استغاثة للحب)
اتلانتس تنادي (استغاثة للحب) (بالإنجليزية: Atlantis Is Calling (S.O.S. for Love))‏ هي الأغنية المنفردة الثانية لـ مودرن توكينغ والتي تم إصدارها من الألبوم الثالث، جاهز للرومانسية، وهي الأغنية المنفردة الخامسة (والأخيرة) على التوالي لتصل إلى رقم 1 على الرسم البياني الألماني الفردي. صدرت أغنية «اتلانتس تنادي (استغاثة للحب)» في ألمانيا وفي مناطق أوروبية أخرى في 28 أبريل 1986، وبلغ ذروته في المرتبة الأولى في ألمانيا في 16 يونيو 1986 بعد أن أمضى أسبوعين في المركز الثاني. قضى العازب أربعة أسابيع في القمة ومجموع 14 أسبوعًا في قائمة أفضل 100. بينما دخلت «اتلانتس تنادي (استغاثة للحب)» المراكز الخمسة الأولى في سويسرا والنمسا والسويد، تمكنت من دخول المراكز العشرة الأولى في هولندا والنرويج.

## الفردي
7 "Single Hansa 108239 1986
1. اتلانتس تنادي (استغاثة للحب)
2. اتلانتس تنادي (استغاثة للحب)(آلات موسيقية)

1. أتلانتس يدعو (استغاثة للحب) (نسخة موسعة)
2. اتلانتس تنادي (استغاثة للحب) (آلات موسيقية)

## روابط خارجية
- كلمات الأغنية الكاملة على مترولايركس
- Atlantis Is Calling (S.O.S. For Love) على Discogs (قائمة بالإصدارات)